# Wayne Langston
Wayne Langston (Upper Marlboro, Maryland, 26 de octubre de 1993) es un jugador profesional estadounidense de baloncesto, que mide 2,01 metros y actualmente juega en la posición de ala-pívot para Fuerza Regia de la Liga Nacional de Baloncesto Profesional de México.

## Profesional
Es un ala-pívot nacido en Upper Marlboro (Maryland) y formado en Henry A. Wise High School de su ciudad natal antes de formar parte en 2012 de McLennan Junior College, donde jugó durante dos temporadas. En 2014, ingresa en la Universidad Estatal de Murray, situada en Murray, Kentucky, donde jugaría durante dos temporadas la NCAA con los Murray State Racers, desde 2014 a 2016.
Tras no ser elegido en el draft de la NBA de 2016, firma por el MBK Rieker Komárno de la Slovakian Extraliga.
En 2017, llegaría a Israel donde en las siguientes temporadas formaría parte del Hapoel Afula B.C. y Maccabi Ra'anana, ambas en la Liga Leumit, la segunda división israelí.
En la temporada 2019-20, se compromete con el Hapoel Gilboa Galil de la Liga Leumit, la segunda división israelí, en la que promedia 18.4 puntos y 8.8 rebotes por partido.
En la temporada 2020-21, firma por el Urania Milano de la Serie A2 del baloncesto italiano.
En la temporada 2021-22, firma por el Blu Basket 1971 de la Serie A2 del baloncesto italiano.
El 6 de julio de 2022, firma por las Abejas de León de la Liga Nacional de Baloncesto Profesional de México.
El 5 de diciembre de 2022, firma por el Hapoel Gilboa Galil de la Ligat ha'Al, la primera categoría del baloncesto israelí.
El 21 de julio de 2023 anuncian su regreso a las Abejas de León de la Liga Nacional de Baloncesto Profesional de México.A finales de ese mismo año se anunció su fichaje para el Club Atlético Boca Juniors de Argentina, de cara a disputar la liga local y la Liga de Campeones de Baloncesto de las Américas 2023-24.El 19 de julio de 2024 se corona campeón de la Liga Nacional de Básquet con Boca Juniors.
El 26 de julio de 2024 firma contrato con Fuerza Regia de Monterrey para la temporada 2024 de Liga Nacional de Baloncesto Profesional de México.

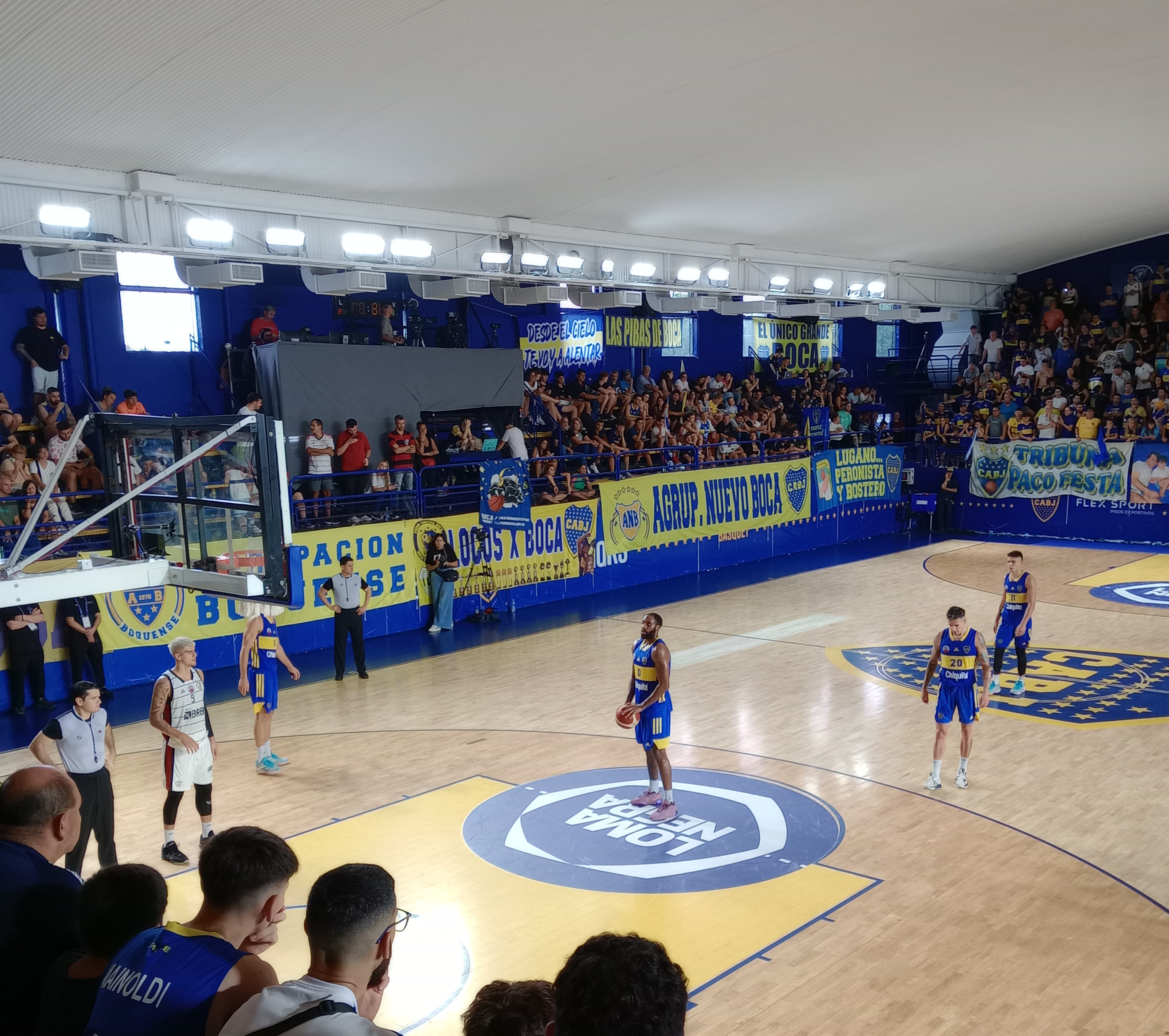
Langston a cargo de un tiro libre para Boca Juniors en la Liga de Campeones de Baloncesto de las Américas 2023-24

## Palmarés

#### Campeonato nacionales
| Título                                  | Club           | País      | Temporada |
| --------------------------------------- | -------------- | --------- | --------- |
| Liga Nacional de Baloncesto Profesional | Abejas de León | México    | 2022      |
| Liga Nacional de Básquet                | Boca Juniors   | Argentina | 2023-24   |